# Прісноводні заболочені ліси дельти Червоної річки
Прісноводні заболочені ліси дельти Червоної річки (ідентифікатор WWF: IM0149) — індомалайський екорегіон тропічних та субтропічних вологих широколистяних лісів, розташований в Північному В'єтнамі. 

## Географія
Екорегіон прісноводних заболочених лісів дельти Червоної річки охоплює прісноводну частину дельти Червоної річки, також відомої як Хонгха, яка впадає у Тонкінську затоку Південнокитайського моря. Від моря екорегіон відділений тонкою смугою прибережних мангрових заростей, які є частиною індокитайських мангрів. На північ від екорегіону поширені субтропічні вічнозелені ліси Південного Китаю та В'єтнаму, на захід — субтропічні ліси Північного Індокитаю, а на південь — рівнинні дощові ліси Північного В'єтнаму.
Територія екорегіону є однією з найбільш густонаселених у світі. Тут розташовані одні з найбільших міст В'єтнаму, зокрема Ханой та Хайфон. Протягом тисячоліть ліси регіону були знищені, а на їх місці були створені рисові поля та інші сільськогосподарські угіддя.

## Клімат
В межах екорегіону переважає вологий субтропічний клімат (Cwa за класифікацією кліматів Кеппена). Середньорічна кількість опадів в регіоні перевищує 1500 мм, більшість з яких випадає влітку, в період мусонів. Взимку триває короткий сухий сезон.

## Флора і фауна
Природний рослинний покрив екорегіону був представлений прісноводними заболоченими лісами, що росли на постійно або сезонно затоплюваних алювіальних ґрунтах уздовж річок. Можливо, в цих лісах домінували чайні дерева (Melaleuca spp.) Наразі майже весь лісовий покрив регіону знищений, і екорегіон можна вважати екологічно вимерлим.
Затоплювані ліси регіону раніше підтримували різноманітну фауну, яка включала прісноводних риб, земноводних, плазунів, птахів, ссавців та різноманітних безхребетних. Більшість цих видів вимерли через втрату середовища проживання. Серед тварин, що продовжують мешкати в регіоні, слід відзначити дику свиню (Sus scrofa), макаку-резуса (Macaca mulatta), рудочереву вивірку (Callosciurus erythraeus), довгохвостого кравчика (Orthotomus sutorius), китайського бюльбюля (Pycnonotus sinensis), індокитайського бюльбюля (Pycnonotus aurigaster), південного окулярника (Zosterops palpebrosus) та хатнього горобця (Passer domesticus).

## Збереження
Оцінка 2017 року показала, що 96 км², або 1 % екорегіону, є заповідними територіями. Великі природоохоронні території в екорегіоні відсутні.